# Дербі Макінка
Дербі Макінка (англ. Derby Makinka, нар. 5 вересня 1965, Солсбері — пом. 27 квітня 1993, Лібревіль) — замбійський футболіст, що грав на позиції півзахисника. Один із перших футбольних легіонерів у СРСР. Загинув у авіакатастрофі у 1993 році разом із більшістю гравців збірної Замбії.

## Клубна кар'єра
Дербі Макінка народився у столиці Південної Родезії Солсбері, де й розпочав займатися футболом. Спочатку він грав за місцевий клуб «Даррін Текстилс», а в кінці 80-х років ХХ століття перебрався до столиці сусідньої Замбії Лусаки, де він прийняв місцеве громадянство. У 1989 році його визнали кращим футболістом Замбії. У цьому ж році він разом із Пірсоном Мванзою та Віздомом Чансою перейшов до новачка вищої ліги СРСР «Памір» з Душанбе. Цей перехід став можливим завдяки дружнім відносинам між СРСР і Замбією. У радянському клубі з Таджикистану, незважаючи на початкове погане розуміння мови та реалій країни перебування, новачки з африканської країни професійно відносились до своїх обов'язків та навіть розпочали вивчати російську і таджицьку мови. Проте в команді вони змогли зіграти лише по 3 матчі, та у зв'язку зі зміною зовнішньополітичної обстановки замбійці вимушені були повернутися на батьківщину. У Замбії Макінка вдруге став гравцем місцевого клубу «Профунд Ворріорз». У 1992 році замбійський півзахисник перейшов до складу польського клубу «Лех» з Познані, у складі якого став чемпіоном Польщі. У 1993 році перейшов до складу клубу з Саудівської Аравії «Аль-Іттіфак», який став для нього останнім клубом. 27 квітня 1993 року разом із іншими гравцями та тренерами збірної Замбії, які знаходились на борту літака, що прямував до Сенегалу, Дербі Макінка загинув в авіакатастрофі неподалік столиці Габону Лібревіля.

## Виступи за збірні
Дербі Макінка розпочав виступи у збірній Замбії у 1985 році. У складі збірної він брав участь у Кубку африканських націй 1990, на якому разом із командою зайняв 3 місце, і Кубку африканських націй 1992 року, а також в літніх Олімпійських іграх 1988 року. У складі збірної зіграв 98 матчів, у яких відзначився 10 забитими м'ячами.

## Особисте життя
Дербі Макінка мав трьох дітей — сина та двох дочок.

## Титули і досягнення
- Бронзовий призер Кубка африканських націй: 1990